# Julien Blaine
Julien Blaine (Rognac, 19 settembre 1942) è un poeta, artista visuale e sonoro, performer, editore e direttore di riviste francese.
Vive a Ventabren e a Marsiglia. Nella sua vita artistica ha assunto numerose identità. Il suo vero nome è Christian Poitevin.

## Biografia
Ha fondato diverse riviste, tra le quali “Approches”, “Robho”, “Geronymo” e “Doc(k)s”. Ha diretto collane editoriali, tra le quali “Zérosscopiz” (1979/89) e “V.A.C.” (ventuno titoli pubblicati a partire dal 1997).
Ha realizzato numerose pièces sonore, alcune delle quali sono documentate in cassette, dischi e CD. È presente in diverse audio-antologie pubblicate sotto le sigle di “Baobab” (1979), “Audio Art” (1978), “Breathing Space“ (1979), “Vec” (1979 e 1982), “Inter” (Neoson, 1985), ”Il Verri” (Verbivocovisual, 2005), ecc. È rappresentato, tra l'altro, nello storico LP Text und Aktionsabend (Ed. Anastasia Bitzos, 1968) e in Polyphonix (Ed Multhipla Records, 1981).
Ha realizzato numerose edizioni in tiratura limitata e libri d'artista. Tra le mostre personali ricordiamo alla "Galerie Lara Vincy" (Parigi, 1979, 1992, 2002), alla galleria "Franklin Furnace" (New York, 1980), al Centre Pompidou (Parigi, 1982), allo "Studio Morra" (Napoli, 1986), al "Mercato del Sale" (Milano, 1987), fino alle più recenti presso la "Galerie Meyer" (Marsiglia, 2004), "Studiobrescia" (Brescia, 2004), "Espace à vendre" (Nice, 2004).
Tra le rassegne collettive sono da ricordare la "Biennale de Paris" (1967) e la serie di mostre "Logomotives" (1983/1992).
Ha partecipato come autore e attore a film e videofilm, tra i quali "Collage" (Sarenco, 1984), "En attendant la troisème guerre mondial" (Sarenco, 1985/1986), "De la poèsie visuelle à l'art total" (Claudio Francia, 1999).
Ha registrato video-performance per "Télé-Libération", "Atelier Sud Vidéo", Centre Pompidou, ecc.
È un organizzatore culturale molto attivo che segue con attenzione l'evoluzione delle ricerche poetiche internazionali.
Dirige il V.A.C. (Ventabren Art Contemporain). È stato l'animatore dei festival di poesia sonora d'Avignon (1977, 1978, 1979), di Cogolin (1984, 1985, 1986), di Allauch (1987) e di Tarascon (dal 1988 al 1993). È co-organizzatore del festival di Lodève dal 1997.
Il lavoro collettivo Revue OU Cinquième Saison, no. 32, del 1967, realizzato con Henri Chopin, François Dufrêne e Gil J Wolman è in collezione presso il MoMA di New York.

## Opere
- WM Quinzième, Ed. Les Carnets de l'Octéor, 1966
- Paragenesi, Ed. Sampietro, 1968
- Elefanti e primi testi, Geiger, 1977
- Passé/Futur, Ed. Factotum Art, 1979
- Reprenons la ponctuation à zéro, Ed. NèPE, 1980
- Énoncé du problème, Ed. Loques, 1981
- Via Italia, Ed. Rara International, 1990
- Bimot, Ed. Évident, 1990
- Parodies & Brouillons, Adriano Parise Ed., 1995
- Offerta Speciale NO.19 - Cream?, Carla Bertola Editore, 1997
- L'Arc c'est la Lyre, Ed. Al Dante, 1998
- Gloria Mundi, Ed. Al Dante, 1998
- Pagure, Ed. Al Dante, 1999
- Comment sortir la phrase de sa gangue, Ed. Al Dante, 2001
- Kyé de N & M, Voix éditions, 2002
- En dansant la Sumida (con V. Verhaeghe e V. Duverfgé), Éd. NèPE, 2005
- "La Perf en Fin. La recherche de Julien Blaine" (Livre + dvd - a cura di P. Matarrese e P. Peterlini), Ed. Parise, 2008
- Introdⓐction à la performance, (a cura di Laurent Cauwet) Ed. Al Dante, 2022[9]

## Audiografia essenziale
- Passé/Futur, RadioTaxi, Ed. Lotta Poetica & Studio Morra, 1984 [LP]
- «Live» en chair et en os, DCC & K'a, 2000 [CD]
- La 5ème feuille, DCC & K'a, 2000 [CD]